# 茨城県道・栃木県道191号大戦防小山線

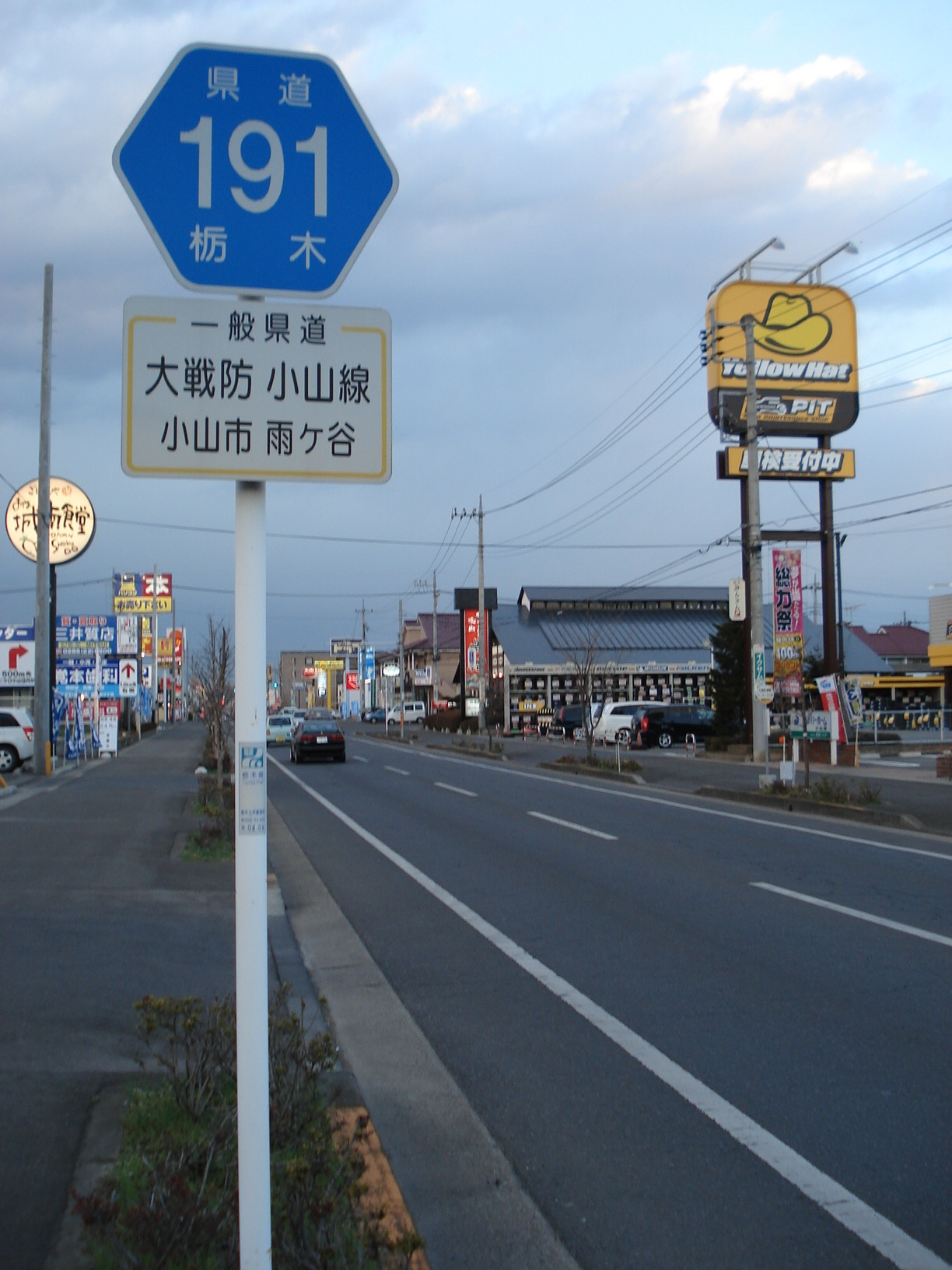
小山市西城南付近（画像の標識は住居表示前の旧地名となっている）。ロードサイドショップが立ち並ぶ

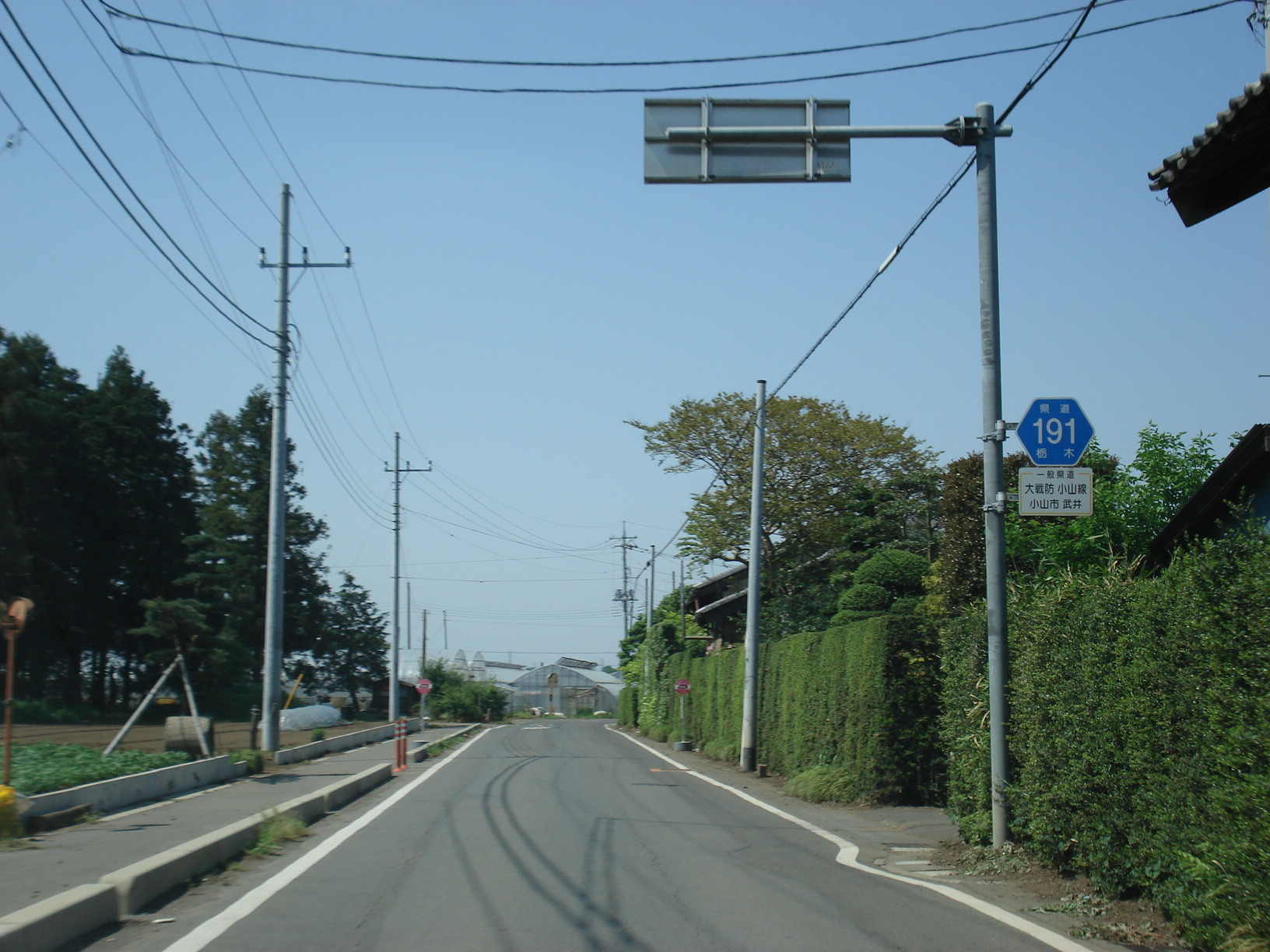
小山市武井付近

茨城県道・栃木県道191号大戦防小山線（いばらきけんどう・とちぎけんどう191ごう だいせんぼうおやません）は、茨城県結城市から栃木県小山市に至る一般県道である。

## 概要
結城市西部の江川地区（旧江川村）から北西に上り新4号国道を越え、小山市街地に至る路線。起点より約1.4km（茨城県結城市武井 - 栃木県小山市武井）は茨城県道・栃木県道54号明野間々田線との重複区間であるため、茨城県内では本路線の単独区間が無い。
終点付近の小山市城南地区は、近年の開発でロードサイドショップが立ち並び商業および住宅の集積が進んでいる。その一方で当該区間は2車線区間であり、週末や平日の通勤時間帯などは渋滞がしばしば発生するなど、弊害も見られる。

### 路線データ
- 起点：茨城県結城市大字武井（大戦防交差点＝茨城県道・千葉県道17号結城野田線、茨城県道・栃木県道54号明野間々田線交点）
- 終点：栃木県小山市駅南町4丁目（駅南4丁目交差点＝国道50号、栃木県道339号小山下野線交点）
- 総延長：7.614 km（茨城県区間：0.700 km[1]、栃木県区間：6.914 km）
- 重用延長：*.* km（茨城県区間：0.700 km[1]、栃木県区間：*.* km）
- 未供用延長：なし（茨城県区間：0.0 km[1]、栃木県区間：*.* km）
- 実延長：6.174 km（茨城県区間：0.0 km[1]、栃木県区間：6.174 km[2]）
- 自動車交通不能区間延長[注釈 1]：*.* km（茨城県区間：0.0 km[1]、栃木県区間：*.* km）

## 歴史
1959年（昭和34年）10月14日、新たな県道として茨城県結城市大字大戦防を起点とし、栃木県小山市を終点とする区間を本路線とする県道大戦防小山線として茨城県が県道路線認定した。
1995年（平成7年）に整理番号191となり現在に至る。

### 年表
- 1959年（昭和34年）10月14日
  - 茨城県が現在の路線を路線認定（図面対象番号309）[3]。
  - 茨城県内の道路区域は、全線が県道明野間々田線を重用と決定された[4]。
- 1961年（昭和36年）4月1日：栃木県が路線認定。
- 1995年（平成7年）3月30日：茨城県区間において、整理番号361から現在の番号（整理番号191）に変更される[5]。

## 重用区間
- 茨城県道・栃木県道54号明野間々田線（茨城県結城市武井 - 栃木県小山市武井：約1.4 km）

## 地理

### 通過する自治体
- 茨城県
  - 結城市
- 栃木県
  - 小山市

### 交差する道路
- 新4号国道（春日部古河バイパス）（栃木県小山市塚崎）
- 栃木県道33号小山環状線（栃木県小山市東城南5丁目）

### 沿線施設
- 小山みなみ保育園
- 小山市営塚崎住宅
- 小山市役所小山南出張所
- 小山城南郵便局
- 小山警察署城南交番